# Matte Kudasai

Discipline

«Matte Kudasai» (яп. 待ってください), що буквально означає «Зачекайте, будь ласка», — балада прогресивного рок-гурту King Crimson. З вокалом Адріана Белью, вона була випущена як перший сингл з альбому Discipline (1981). У Великій Британії сингл ледь не потрапив до чартів.
«Matte Kudasai» виникла з гітарного рифу, який Роберт Фріпп грав під час репетицій у 1980 році для короткочасного нью-вейв-гурту The League of Gentlemen. Цей риф, своєю чергою, мав схожість із піснею Фріппа «North Star», що з'явилася на його альбомі Exposure 1979 року (з вокалом і текстами Деріла Голла). The League of Gentlemen відпрацьовували гру під цей риф; запис репетиції пізніше опублікував архіваріус Discipline Global Mobile Алекс Р. «Stormy» Манді, який назвав отриману пісню «Northa Kudasai», щоб відобразити її проміжний стан.
Коли Белью працював над матеріалом для альбому Discipline, Фріпп запропонував йому акордову прогресію «Matte Kudasai» на гітарі. Белью описав це як «момент прориву», оскільки до цього він мав труднощі зі створенням відповідного матеріалу для гурту. Він додав партію слайд-гітари та текст, доповнивши композицію.
Для ремастер-видання Definitive Edition 1989 року пісня була переміксована, щоб прибрати елементи Frippertronics, які були присутні у версії 1981 року. Ювілейні видання (30-те і 35-те) включають обидві версії пісні: версію 1989 року як третій трек, а оригінальну 1981 року (з позначенням «Alternative Version») — наприкінці альбому як бонус-трек.

## Учасники запису
- Роберт Фріпп — контролер гітарного синтезатора Roland G-303, гітарний синтезатор Roland GR-300
- Адріан Белью — гітара, вокал
- Тоні Левін — бас-гітара Music Man Stingray 4
- Білл Бруфорд — ударні

## Кавер-версії
Короткочасний джазовий гурт Crimson Jazz Trio, заснований колишнім ударником King Crimson Іеном Воллесом для виконання інструментальних джазових версій пісень King Crimson, додав «Matte Kudasai» до свого першого альбому The King Crimson Songbook, Volume One (2005). Курт Еллінг виконав кавер на пісню як вступний трек свого альбому The Gate (2011).
20 квітня 2011 року k.d. lang і її гурт The Siss Boom Bang виконали кавер на пісню під час концерту в BBC Radio Theatre. Аудіо- та відеозаписи цього виступу транслювалися 21 квітня 2011 року на BBC Radio 2. У вступі до пісні Ленг зазначила, що вона вплинула на звучання її п'ятого альбому Ingenue.
Брати Левіни, клавішник і аранжувальник Піт Левін та басист King Crimson Тоні Левін, додали інструментальну версію «Matte Kudasai» до свого альбому Levin Brothers (2014).